# Kanton Héricourt-Ouest
Héricourt-Ouest is een voormalig kanton van het Franse departement Haute-Saône. Het kanton maakte deel uit van het arrondissement Lure. Het werd opgeheven bij decreet van 17 februari 2014 met uitwerking op 22 maart 2015.

## Gemeenten
Het kanton Héricourt-Ouest omvatte de volgende gemeenten:
- Belverne
- Champey
- Chavanne
- Chenebier
- Coisevaux
- Courmont
- Couthenans
- Étobon
- Héricourt (deels, hoofdplaats)
- Lomont
- Saulnot
- Tavey
- Trémoins
- Verlans
- Villers-sur-Saulnot
- Vyans-le-Val